# Александра Сосновська
Александра Сосновська (пол. Aleksandra Sosnowska; нар. 25 січня 1986, Польща) — польська футболістка, захисниця. Виступала за національну збірну Польщі.

## Життєпис
Футболом розпочала займатися в скромному клубі «Дельфінек ОСіР» (Лукув). Потім перейшла до АЗС ПСВ (Бяла-Подляська). З 2010 року виступала за «Унію» (Ратибор), у футболці якої за підсумками сезону 2009/10 років стала чемпіонкою Польщі. Футбольну кар'єру завершила 2013 року.
Виступала за молодіжну та національну збірні Польщі. 
Закінчила навчання за спеціальністю «Фізичне виховання».